# Parnost (fizika)
Parnost je v fiziki (posebno še v kvantni mehaniki ) simetrijska lastnost fizikalnega sistema, ki kaže njegovo obnašanje pri prostorskem zrcaljenju, to je pri spremembi predznaka ene prostorske koordinate. V treh dimenzijah je to sprememba predznaka vseh treh koordinat 
{\displaystyle P:{\begin{pmatrix}x\\y\\z\end{pmatrix}}\mapsto {\begin{pmatrix}-x\\-y\\-z\end{pmatrix}}.}
Determinanta takšne transformacije je enaka {\displaystyle -1\,}. Te transformacije ne moremo nadomestiti z vrtenjem, ki ima to determinanto enako {\displaystyle 1\,}. 
Zgornjo transformacijo lahko zapišemo kot
{\displaystyle {\begin{pmatrix}1&0&0\\0&-1&0\\0&0&-1\end{pmatrix}}{\begin{pmatrix}x\\y\\z\end{pmatrix}}={\begin{pmatrix}x\prime \\y\prime \\z\prime \end{pmatrix}}\,} 

kjer so
- {\displaystyle x\prime ,y\prime ,z\prime \,} transformirane koordinate
- {\displaystyle x,y,z\,} koordinate pred transformacijo

Determinanta transformacije (pripada ji matrika 3x3) ima vrednost {\displaystyle -1\,}.
V dvorazsežnem prostoru parnost ne pomeni istočasne spremembe predznaka vseh koordinat, kar je enako vrtenju za 180º.  
Parnost je multiplikativna količina. To pomeni, da je parnost sestavljenega sistema enaka zmnožku parnosti posameznih podsistemov.
Za poljubno fizikalno količino velja
{\displaystyle A^{\prime }=P\cdot A}
kjer je 
- {\displaystyle A^{\prime }\,} vrednost fizikalne količine po transformaciji
- {\displaystyle A\,} vrednost fizikalne količine pred transformacijo
- {\displaystyle P\,} parnost količine {\displaystyle A\,}, ki zavzame vrednosti {\displaystyle +1\,} in {\displaystyle -1\,}.

Pri šibkih interakciah se parnost ne ohranja.  V letu 1956  so poskusi pokazali, da se pri razpadu beta parnost ne ohranja. Do takrat pa so fiziki bili prepričani, da se v naravi parnost ohranja pri vseh vrstah interakcij. Ohranitev parnosti bi pomenila, da so v dveh sistemih, od katerih je eden zrcalen drugemu, vsi fizikalni pojavi popolnoma enaki. To bi tudi pomenilo, da narava ne loči med levo in desnosučnim vrtenjem.  Šibka sila ni invariantna pri zrcaljenju ali parnost se ne ohranja. Šibki potencial, ki je odgovoren za razpad beta je invarianten na inverzijo. Parnost se ohranja pri močnih in elektromagnetnih interakcijah. Delec (lahko tudi jedro) ima liho (neparno) (-) ali sodo (parno) (+) parnost v odvisnosti od tega, če valovna funkcija spremeni predznak, ko se spremenijo vse prostorske koordinate.
Kadar je {\displaystyle \Psi (-{\vec {r}})=\Psi ({\vec {r}})\,} pravimo, da ima valovna funkcija sodo parnost. Če pa je {\displaystyle \Psi (-{\vec {r}})=-\Psi ({\vec {r}})\,} ima valovna fumkcija liho parnost. Prehodu {\displaystyle {\vec {r}}\,} v {\displaystyle -{\vec {r}}\,} pravimo inverzija. 
Če delimo fizikalne količine po parnosti, so fizikalne količine 
- skalarji (parnost P = 1) in psevdoskalarji (P = -1)
- vektorji (P = -1) in psevdovektorji (P = 1)